# 圣庞塔莱翁莱维涅
圣庞塔莱翁莱维涅（法語：Saint-Pantaléon-les-Vignes，法語發音：[sɛ̃ pɑ̃taleɔ̃ le viɲ]）是法国德龙省的一个市镇，位于该省南部，属于尼永斯区。

## 地理
圣庞塔莱翁莱维涅（44°23'54"N, 5°2'32"E）面积8.31 平方千米，位于法国奥弗涅-罗讷-阿尔卑斯大区德龙省，该省份为法国东南部内陆省份，北起顺时针与伊泽尔省、上阿尔卑斯省、上普罗旺斯阿尔卑斯省、沃克吕兹省和阿尔代什省接壤。
与圣庞塔莱翁莱维涅接壤的市镇（或旧市镇、城区）包括：鲁塞莱维涅、旺特罗勒、瓦尔雷阿斯。

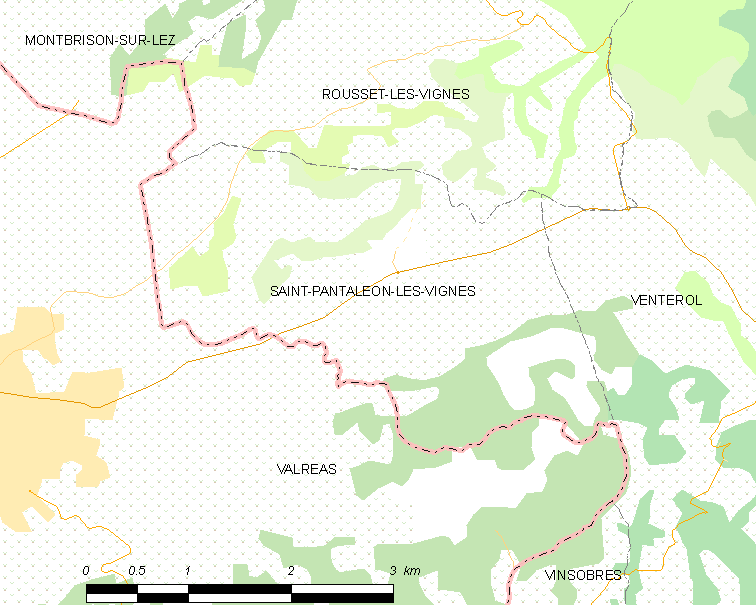
圣庞塔莱翁莱维涅的OSM定位图

圣庞塔莱翁莱维涅的时区为UTC+01:00、UTC+02:00（夏令时）。

## 行政
圣庞塔莱翁莱维涅的邮政编码为26770，INSEE市镇编码为26322。

## 政治
圣庞塔莱翁莱维涅所属的省级选区为格里尼昂县。

## 人口

1962-2008年间圣庞塔莱翁莱维涅人口变化图示

圣庞塔莱翁莱维涅于2022年1月1日时的人口数量为400人。